# 238
سنة 238 م (بالأرقام الرومانية: CCXXXVIII) كانت سنة بسيطة تبدأ يوم الإثنين (الرابط يظهر نموذج الجدول الزمني الكامل للسنة) من التقويم اليولياني. بدأت تسمية السنة ب238 منذ العصور الوسطى المبكرة، عندما أصبح تقويم أنو دوميني هو الأسلوب السائد في أوروبا لتسمية السنوات.

## أحداث
الإمبراطور الروماني جورديان الثالث يتولى العرش.

## وفيات
- جورديان الأول